# Szederkény
Szederkény – wieś i gmina w południowej części Węgier, w pobliżu miasta Mohacz (węg. Mohács).

## Położenie
Miejscowość leży na obszarze Wielkiej Niziny Węgierskiej, w pobliżu granicy serbskiej. Administracyjnie należy do powiatu Mohács, wchodzącego w skład komitatu Baranya. W skład gminy Szederkény wchodzi wieś Szederkény, stanowiąca główne skupisko osadnicze oraz pewna liczba nienazwanych przysiółków i pojedynczych domów.